# Pseudopostega lobata
Pseudopostega lobata là một loài bướm đêm thuộc họ Opostegidae. Nó được miêu tả bởi Donald R. Davis và Jonas R. Stonis, 2007. It is probably a common, widespread neotropical species, now reported miền trung America from Belize to Costa Rica, with two records từ miền bắc Argentina.
Chiều dài cánh trước là 2–2.4 mm. miền trung America, cá thể trưởng thành được ghi nhận over much of the year từ tháng 1 đến tháng 8 và tháng 10, with only tháng 11 reported for Argentina.